# Otterøya
Otterøya is een eiland in de provincie Trøndelag in Noorwegen. Het eiland maakt deel uit van de gemeente Namsos. Het eiland telt zo'n 800 inwoners. Tot 1913 was het eiland een zelfstandige gemeente.